# Guerre de Flandre
Guerre de Flandre
Batailles
- Furnes (1297)
- Lille (1297)
- Bruges (1302)
- Courtrai (1302)
- Lille (1302)
- Arques (1303)
- Zierikzee (1304)
- Mons-en-Pévèle (1304)
- Lille (1304)

La guerre de Flandre est un conflit armé qui oppose le comté de Flandre au royaume de France de Philippe le Bel de 1297 à 1305.

## Prélude
Philippe IV le Bel devient roi de France en 1285. Il est déterminé à renforcer la monarchie française quel qu’en soit le prix. Depuis le traité de Verdun en 843, le comté de Flandre fait formellement partie du royaume de France, mais il a toujours été de facto largement, sinon totalement, indépendant de la couronne française.
La Flandre possède quelques-unes des villes les plus riches de l'époque, comme Bruges, Gand, Ypres, Lille et Douai. Mais ces villes sont elles-mêmes divisées entre deux factions, les Leliaards pro-français dont font partie la majorité (mais non la totalité) des riches patriciens et de l'aristocratie rurale et les Klauwaards antifrançais composée majoritairement des artisans et commerçants urbains. Ces tensions viennent se superposer à de fortes tensions sociales, entre le patriciat qui dispose du pouvoir, notamment fiscal, et les revendications des métiers d'artisans et de travailleurs urbains.
En 1288, Philippe IV de France exerce son contrôle sur la Flandre sur laquelle il fait peser de lourds impôts. La tension grandit entre Gui de Dampierre, comte de Flandre, et le roi. En 1294, Gui se tourne vers Édouard Ier, le roi d'Angleterre, et arrange un mariage entre sa fille Philippa (ou : Philippine) et Édouard II, prince de Galles. Le roi de France saisit ce prétexte pour emprisonner Gui et deux de ses fils, pour le forcer à annuler le mariage. Philippa est elle-même emprisonnée à Paris jusqu'à sa mort en 1306. 
Après ces indignités, Gui se tourne vers Édouard Ier d'Angleterre pour conclure une alliance, et entre en guerre contre la France. Philippe réplique en annexant la Flandre au domaine royal et envoie une armée française.

## 1297-1303
Le comte de Flandre est facilement défait à la bataille de Furnes. Édouard d'Angleterre abandonne l'idée d'aider la Flandre et fait la paix avec Philippe en 1298. Les Français envahissent à nouveau la Flandre en 1299 et capturent Gui et ses fils Robert et Guillaume en janvier 1300. En mai, la totalité de la Flandre est sous contrôle.
La conquête de la Flandre a été relativement facile, les villes flamandes étant jusqu'alors restées neutres. Les patriciens ne sont pas fâchés de se débarrasser d'un comte de Flandre qui entendait contrôler les affaires (financières) des villes. Ils se tournent même vers le roi de France qui est déjà intervenu en leur faveur par le passé.
Le reste de la population urbaine, quant à elle, attend plus de justice et une meilleure répartition des richesses, en vain. Les frais engendrés par la visite de Philippe le Bel en 1301 conduisent à de grands troubles lorsque le patriciat décide de les répercuter sur les taxes touchant à la consommation (ce qui impacta plus fortement la population plus pauvre). Le gouverneur nommé par Philippe le Bel, Jacques de Châtillon, prête main-forte aux nobles et patriciens flamands pour reprendre le contrôle de Bruges et inflige à la ville de lourdes sanctions. Gand est également le théâtre de troubles, pour des raisons similaires. Deux fils de Gui de Dampierre profitent de la situation pour revenir en Flandre et attiser les sentiments anti-français et anti-Leliaards. 
Le 19 mai 1302 une rébellion éclate à Bruges. La population flamande tue des Leliaards qu'elle rencontre, et une partie de l'escorte française du gouverneur. Ce sont les matines de Bruges. De Châtillon parvient toutefois in extremis à se sauver.
La révolte se généralise. Guillaume de Juliers, le petit-fils du comte arrive à Bruges, et devient le chef de l'insurrection flamande. Il est soutenu par ses oncles Jean Ier, marquis de Namur et Gui de Namur. Rapidement, toute la Flandre est sous leur contrôle. Seules les forteresses Cassel et Courtrai restent aux mains des Français, tandis que la ville de Gand, la plus grande du comté, reste neutre.
Lorsque les Flamands assiègent Courtrai le 9 juillet 1302, une puissante armée française dirigée par le comte Robert II d'Artois arrive pour écraser la rébellion. La bataille de Courtrai, dite des Éperons d'Or, se déroule le 11 juillet dans un champ près de la ville, sur un terrain gorgé d'eau. La charge de la cavalerie française est arrêtée par la milice flamande qui s'est déployée en arc de cercle, derrière un fossé. Les chevaliers français ne peuvent faire demi-tour pour contourner l'obstacle. La plupart d'entre eux sont abattus alors qu'ils piétinent dans la boue.
Le roi de France Philippe le Bel lève une armée sous le commandement de Gaucher de Châtillon, connétable de France. Les Flamands conduits par Guillaume de Juliers marchent à sa rencontre. Le 30 août 1302, les deux armées se rencontrent entre Arras et Douai, mais se retirent sans combattre après quelques jours de négociation.
Le 4 avril 1303, Guillaume de Juliers, attaque Arques. L'armée de Gaucher de Châtillon tente en vain de reprendre la ville mais doit se replier.

## 1304-1305
Depuis 1244, c'est la guerre entre la Flandre et le Hainaut. Jean d’Avesnes et son demi-frère Guillaume de Dampierre se combattent pour savoir qui hériterait des comtés de Flandre et de Hainaut, jusqu'à ce que Louis IX de France (Saint Louis) intervienne et attribue le Hainaut à Jean d’Avesnes et la Flandre à Guillaume de Dampierre. 
Depuis rien n'était définitivement réglé. En 1302, les Flamands ont envahi le Hainaut et conquis Lessines. Le 23 avril 1303 Gui de Namur, fils du comte de Flandre, a formé une flotte à Sluis et réclame le comté de Zélande. 
Les 10 et 11 août 1304, une flotte combinant les armées de Hollande et de Gênes, commandée par le Génois Rainier Ier Grimaldi, affronte et bat la flotte flamande à la bataille de Zierikzee. Guy de Namur est capturé et la Zélande reste entre les mains du comte de Hollande et de Hainaut.
Le 18 août, une semaine après la bataille navale, Philippe le Bel lui-même affronte l'armée flamande à la bataille de Mons-en-Pévèle. Les Français font de nombreuses victimes chez les Flamands grâce à des machines de jet. L'issue de la bataille n'est pas probante, mais la mort de Guillaume de Juliers, les lourdes pertes et la chute de Lille à l'issue du siège de la ville incitent les Flamands à demander la paix.

## Traité d'Athis
Le traité d'Athis, signé le 23 juin 1305, reconnaît l'indépendance flamande en tant que fief du royaume de France. La Flandre doit toutefois céder un lourd tribut financier et perd les villes de Lille, Douai et d'Orchies, qui passent sous tutelle royale.